# Ozineus nyssodroides
Ozineus nyssodroides là một loài bọ cánh cứng trong họ Cerambycidae.